# 莱里尼厄
莱里尼厄（法語：Lérigneux，法語發音：[leʁiɲø]）是法国卢瓦尔省的一个市镇，位于该省西部，属于蒙布里松区。

## 地理
莱里尼厄（45°36'3"N, 3°57'54"E）面积9.76 平方千米，位于法国奥弗涅-罗讷-阿尔卑斯大区卢瓦尔省，该省份为法国中南部省份，北起顺时针与索恩-卢瓦尔省、罗讷省、伊泽尔省、阿尔代什省、上盧瓦爾省、多姆山省和阿列省接壤。
与莱里尼厄接壤的市镇（或旧市镇、城区）包括：圣昂泰姆、巴尔、埃塞蒂讷-昂沙泰尔讷夫、罗什。
莱里尼厄的时区为UTC+01:00、UTC+02:00（夏令时）。

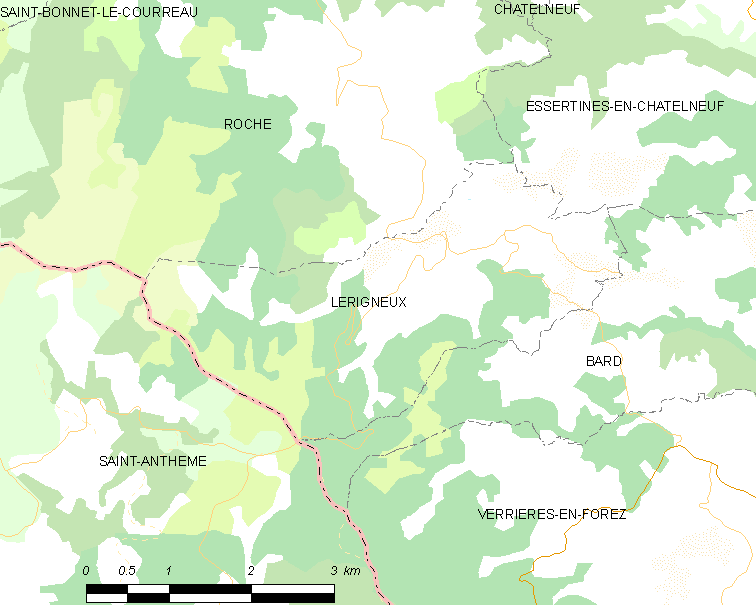
莱里尼厄的OSM定位图

## 行政
莱里尼厄的邮政编码为42600，INSEE市镇编码为42121。

## 政治
莱里尼厄所属的省级选区为蒙布里松县。

## 交通
卢瓦尔省省道D44线和D113线在境内交汇。

## 人口

1962-2008年间莱里尼厄人口变化图示

莱里尼厄于2022年1月1日时的人口数量为170人。